# Relfssongambiet
Het Relfssongambiet is in de opening van een schaakpartij een variant in de schaakopening Schots. Het is ingedeeld bij de open spelen.
Het heeft de volgende beginzetten: 1.e4 e5 2.Pf3 Pc6 3.d4 ed 4.Lb5.
Eco-code C 44.
Het gambiet is geanalyseerd door de Zweedse schaker Torsten Relfsson.